# Kitty Winn
Pour les articles homonymes, voir Winn.
Kitty Michelle Winn, née le 21 février 1943  à Washington, D.C., est une actrice américaine.

## Biographie
Actrice chevronnée au théâtre, elle fait sa première apparition au cinéma avec rôle de Helen dans Panique à Needle Park (The Panic in Needle Park) de Jerry Schatzberg qui lui vaut le prix d'interprétation féminine au Festival de Cannes 1971.
Mais c'est réellement son rôle de Sharon dans le film oscarisé L'Exorciste puis dans sa suite L'Exorciste 2 : L'Hérétique qui la fera connaître du grand public.
Malgré son prix élogieux et sa participation au classique de William Friedkin, sa carrière sera principalement à la télévision où elle participe à plusieurs téléfilms et séries telles que Cannon, Les Rues de San Francisco, ou encore Kojak.
Elle met en arrêt sa carrière en 1984 à seulement 41 ans puis reviendra sur les planches en 2011 pour les besoins de la pièce The Last Romance au San Jose Repertory Theatre (en).

## Filmographie
| Année | Titre du film               | Rôle               | Autres acteurs                   |
| ----- | --------------------------- | ------------------ | -------------------------------- |
| 1971  | Le Rivage oublié            | Grace              | Joanne Woodward, George C. Scott |
| 1971  | Panique à Needle Park       | Helen              | Al Pacino                        |
| 1973  | L’Exorciste                 | Sharon Spencer     | Ellen Burstyn, Linda Blair       |
| 1976  | Peeper                      | Mianne Prendergast | Michael Caine, Natalie Wood      |
| 1977  | L'Exorciste 2 : L'Hérétique | Sharon Spencer     | Linda Blair, Richard Burton      |
| 1978  | Mirrors                     | Marianne           | Peter Donat                      |